# Апорокактус плетевидный
Апорокактус плетевидный (лат. Aporocactus flagelliformis) — вид кактусов из рода Апорокактус. В литературе на русском языке встречается также под названием Дизокактус плетевидный, соответствующим наименованию Disocactus flagelliformis, которое входит в синонимику вида.

## Описание
Стебли зелёные, до 2 м длиной и 0,8—1,5 см в диаметре. Рёбра (8—13) невысокие. Радиальные колючки (8—12) от жёлтых до красно-коричневых, тонкие, щетинковидные, 0,5 см длиной. Центральные колючки (3—4) мало отличаются от радиальных.
Цветки ярких малиново-карминных тонов, 7—9 см длиной, появляются в большом количестве на боковой поверхности побегов. Плоды около 1 см в диаметре, содержат бледно-жёлтую мякоть.

## Распространение
Апорокактус плетевидный распространён в Мексике (Идальго).